# Willem Vrelant
Willem (Guillaume) Vrelant (ur. ?, zm. ok. 1481-1482 w Brugii) – flamandzki miniaturzysta, iluminator, ojciec malarza Jacoba van Lathena.

## Życie i działalność artystyczna
Pierwsza informacja na jego temat pochodzi z dokumentu nadającego obywatelstwo Utrechtu z 1449 roku; figurował tam jako iluminator z Vreeland o nazwisku Willem Backer. W tym okresie współpracował z Mistrzem Katarzyny z Kleve przy Godzinkach Montfort. W 1450 roku Vrelant ukończył Godzinki Williama de Montfort. W okresie 1454 – 1481 był członkiem brugijskiej gildii św. Jana Ewangelisty w Brugii.
Vrelant był jednym z najbardziej cenionych iluminatorów tworzących w Brugi, co przekładało się na ogromną liczbę zleceń, pochodzących od niderlandzkich i hiszpańskich odbiorców. Jedyną znaną i udokumentowaną w źródłach pracą są dekoracje w niezachowanym kodeksie Żywot Chrystusa z 1469 roku. W latach 1454–1481 pracował dla książąt burgundzkich, Filipa Dobrego i Karola Śmiałego. Iluminował dla nich Godzinki Arenberg, Brewiarz Filipa Dobrego (przed 1467) oraz miniaturę ze sceną Zwiastowania w manuskrypcie pt. Traite sur salutation angelique. Wykonywał również prace dla innych zamożnych donatorów: dla Lodewijka van Gruuthuse dekorował Le mirroir historial Wincentego z Beauvais (ok. 1455), dla Joanny Enríquez, matki króla Ferdynanda, stworzył miniatury w Godzinkach Izabeli Katolickiej. Vrelant utożsamiany jest z innym artystą znanym jako Guillaume Weylant, który był autorem zespołu sześciu miniatur w drugim tomie Kronik Hainaut wykonanych dla Karola Śmiałego w 1468 roku. Vrelantowi przypisuje się iluminacje do Godzinek Izabeli Kastylijskiej (ok. 1460), i poszczególne miniatury w Godzinkach Marii Burgundzkiej (ok. 1480) oraz iluminacja Mszału kardynała Ferru’ego de Clugny (ok. 1473).

## Styl i technika
Styl Vrelanta jest stonowany, bez zbytniej ekspresji; postacie ujęte są w bezruchu, często w scenerii gotyckiej architektury, wśród smukłych kolumn wspierających baldachimy sklepień. W tle ukazywał kolorowy pejzaż. Antoni Ziemba styl Vrelanta opisał w swojej monograficznej pracy pt. Sztuka Burgundii i Niderlandów 1380–1500. Sztuka dworu burgundzkiego oraz miast niderlandzkich: 

Vrelant próbuje uchwycić perspektywę przestrzeni, pokazywanej często z ukosa. Wnętrza te otwierają się obszernymi, arkadowymi przeźroczami na głęboki, wieloplanowy pejzaż, ciągnący się wzdłuż krętych dróg i rzecznych zakoli (...). Kolory są czyste, intensywne, nasycone a ich głęboki ton podkreślają złote rozjaśnienia na draperiach szat. Szerokie bordiury wypełnione są wicią akantu o klarownym, szlachetnym rysunku, malowana tonami szarymi i złotem.

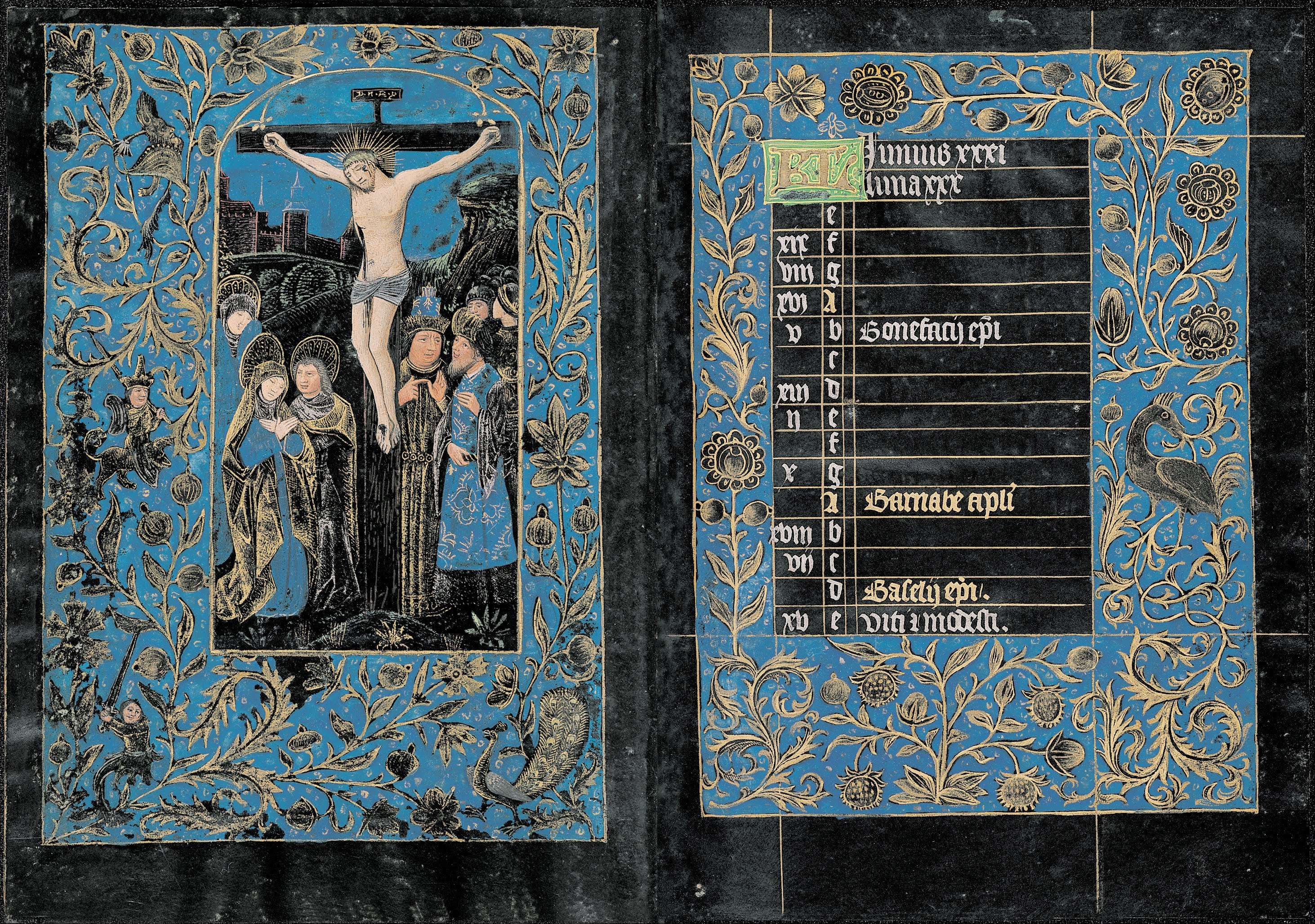
Karta z Czarnych godzinek wykonana ok. 1475 roku

 Vrelant stosował również techniki grisaille łącząc ją z tonami chromatycznymi co można zauważyć w iluminacjach wykonanych dla manuskryptów De primo bello punico czy L’Epistre d’Othea. Wizerunki postaci Vrelanta są wzorowane na paryskiej szkole miniatorstwa oraz na twórczości van Eycka czy van der Weydena, czego przykładem może być oblicze Chrystusa z obrazu Vera effigies Iesu Cristi van Eycka, kilkakrotnie powtarzane na miniaturach.